# Hod HaSharon
Hod HaSharon è una città d'Israele, nel distretto Centrale. È stata fondata nel 1963. Si trova nella Pianura di Sharon e conta 52.437 abitanti.